# Newry
Newry is het derde district, met de officiële titel van city van Noord-Ierland en telt ongeveer 33.000 inwoners. De rivier Clanrye stroomt door het stadje. De rivier vormt de grens tussen de graafschappen Down en Armagh. Newry is zetel van het rooms-katholieke bisdom Dromore.

## Demografie
Het bevolkingsaantal bedroeg 27.433 mensen in 2001. 89,6% van de bevolking was Rooms-katholiek in 2001 en 9,4% was protestants.

## Sport

### Voetbal
De voetbalclub is Newry City.

### GAA
GAA:
- Newry Bosco GFC
- Newry Shamrocks GAC
- John Mitchel GFC
- Thomas Davis (GAA Club) Armagh|Thomas Davis GFC, Corinshego
- Ballyholland GFC
- St. Monnina GFC, Killeavy.

## Geboren
- Pat Jennings (1945), voetballer
- Gerard Murphy (1948-2013), acteur
- Colin Clarke (1962), voetballer
- Shay McCartan (1994), voetballer